# ۴ژی استودیوز
۴ژی استودیوز (انگلیسی: 4J Studios) شرکت بازی ویدئویی اسکاتلندی است، که در سال ۲۰۰۵ تأسیس شد.